# 中亚联盟
中亞聯盟（俄語：Центрально Азиатский Союз）是一個擬議的政治聯盟，由哈薩克斯坦共和國總統努爾蘇丹·納札爾巴耶夫2007年4月26日提出的，旨在推動中亞五國的經濟和政治聯盟，促成中亞統一。

## 歷史

### 背景
1991年，伴隨蘇維埃聯盟的解體，中亞聯盟的構想在此時空下誕生。 1992年初，由於塔吉克斯坦內戰加上土庫曼斯坦對國際事務表達中立，拒絕參與中亞一體化，而使中亞聯盟的構想被推遲。
其餘三個共和國，哈薩克斯坦、吉爾吉斯斯坦和烏茲別克斯坦於1993年9月23日簽署了一項建立經濟聯盟的條約，隨後於1994年2月10日宣佈成立「一體化同盟」。

### 近年
2007年，哈薩克斯坦總統努尔苏丹·纳扎尔巴耶夫再度提出中亞聯盟的構想，旨在建立一個類似於歐洲聯盟的區域聯盟，範圍涵蓋前蘇維埃聯盟的中亞五國：哈薩克斯坦共和國、吉爾吉斯共和國、塔吉克斯坦共和國、烏茲別克斯坦共和國和土庫曼斯坦共和國。
乞今為止，哈薩克斯坦和吉爾吉斯斯坦總統簽署了一項協議，以建立兩個國家之間的「國際最高委員會」。此外，哈薩克斯坦、烏茲別克斯坦和吉爾吉斯斯坦簽署了一份《永恆友好條約》，促進各方交流。
雖然二次的擬議聯盟在2008年有哈薩克斯坦、吉爾吉斯斯坦和塔吉克斯坦總統的支持，但被烏茲別克斯坦總統伊斯蘭·卡里莫夫斷然拒絕。2016年，卡里莫夫去世後，一體化聯盟議題再度被提及。
2018年3月15日，新一屆中亞峰會在阿斯塔納舉行，哈薩克斯坦總統托卡葉夫（東道主）、烏茲別克斯坦總統米爾濟約耶夫（發起人）、吉爾吉斯斯坦總統熱恩別科夫、塔吉克斯坦總統拉赫蒙和土庫曼斯坦總理阿克賈·努爾別季耶瓦出席。哈薩克總統納扎爾巴耶夫在阿科爾達總統府主持峰會。這是近十年來中亞領導人的首次峰會。他們決定今後每年三月的諾魯辛假期（穆斯林的新年）前召開會議。

## 地理

### 面積
中亞五國的總面積總和為4,003,451平方公里，比世界第七大國家印度共和國的領土還要大。中亞領土北與俄羅斯聯邦接壤，東與中華人民共和國接壤，南與伊朗伊斯蘭共和國接壤， 西與阿富汗伊斯蘭酋長國接壤。

### 人口
截至2020年底，中亞五國總人口約7,500萬人。超過了世界人口第20位的法蘭西共和國的人口數量，已接近德意志聯邦共和國的人口。中亞近90%的居民說的是突厥語系的分支——他們講烏茲別克語、哈薩克語、土庫曼語、吉爾吉斯語、卡拉卡爾帕克語和韃靼語。其餘10%的人講塔吉克語、俄語和其他語言。該地區90%以上的人口信奉伊斯蘭教遜尼派。

## 政治

### 议题
拟议的联盟将主要处理国际边界、贸易、签证制度、旅游和安全问题。如果实现，中亚联盟将可能与俄罗斯主导的集体安全条约组织和中国、俄罗斯主导的上海合作组织的相抗衡。 哈萨克斯坦总统在他的建议中说：
 “在该地区，我们有着共同的经济利益、文化传统、语言、宗教和环境挑战，面临着共同的外部威胁。欧洲联盟的创始人们只能希望他们有共同的这么多，我们应该指导我们努力实现更紧密的经济一体化，共同市场和单一货币。”

### 歷屆領袖峰會
中亞領導人會議：

土庫曼斯坦阿什哈巴德（1991）

烏茲別克斯坦塔什干（1993）

土庫曼斯坦達沙古茲（1995）

土庫曼斯坦阿什哈巴德（1998）

土庫曼斯坦阿什哈巴德（1999）

哈薩克斯坦阿拉木圖（2009）

中亞國家元首協商會議：

哈薩克阿斯塔納（2018）

烏茲別克塔什干（2019）

--2020疫情停辦--

土庫曼阿瓦札（2021）

吉爾吉斯喬爾蓬阿塔（2022）

塔吉克杜尚別（2023）